# Jamel Boussetta
Jamel Boussetta est un écrivain français, ancien CRS, auteur de Jamel le CRS, révélations sur la police de Sarkozy (publié en février 2007, Éd. Duboiris). Il dénonce par cet ouvrage les abus de la police française. Il affirme avoir été victime de violence et d'abus et porte plainte en 2007. Il témoigne en déplorant que les policiers de Sarkozy s'appliquent à établir des PV pour des délits mineurs au détriment des grosses affaires criminelles, mettant en péril la sécurité de tous les citoyens.
Selon le quotidien britannique The Guardian, Jamel Boussetta. est un ancien délinquant de l'une des banlieues parisiennes qui a connu de longues émeutes en 2005, qui s'est engagé dans les rangs de la police « parce qu'il voulait voir la vie de l'autre côté. » « Le livre détaille une série d'incidents racistes et violents, notamment dans un centre de traitement des demandeurs d'asile, qui aboutissent à ce que l'auteur lui-même soit battu par ses collègues ».
En 2022, il est poursuivi pour avoir frappé un aide-soignant et dit être victime de violences policières.